# Břvany
Obec Břvany (německy Weberschan) se nachází v okrese Louny v Ústeckém kraji. Žije v ní 326 obyvatel.

## Název
Název vesnice (lidově Břany) je odvozen ze slova břví (břevno, kláda, trám) ve významu ves Břvanů, tj. lidí bydlících u břví. V devatenáctém století se chybným čtením rozšířila varianta Brzevany a německý tvar Weberschan se vyvinul z českého spojení „ve Břvanech“.  V historických pramenech se název objevuje ve tvarech: na Brzwany (1436), ze Břvan (1517), „brzwany… webrzwanech“ (1543), Weberschan a Wrbcžan (1787) a Brzvany nebo Weberschan (1854–1923).

## Historie
Nejstarší dějiny Břvan jsou spojeny s postoloprtským klášterem Porta Apostolorum. August Sedláček bez udání pramene uvádí, že zde klášter založil proboštství (Cella Januae vitae). První písemná zmínka o vesnici je ale pozdní: pochází z roku 1381, kdy se ve druhé nejstarší lounské soudní knize jmenuje Vacek ze Břvan. V roce 1436 císař Zikmund Břvany zapsal Benešovi z Kolovrat. Vesnici však od roku 1420 spravovalo město Louny a vydalo ji až v roce 1454. Tehdy byla poprvé zmíněna břvanská tvrz, na které zřejmě už od roku 1444 sídlil Mikuláš Mnich z Kařeza a po něm do roku 1459 jakýsi Charvát. Ještě téhož roku se Břvany staly součástí panství hradu Most, u kterého zůstaly do roku 1514. V období 1459–1514 vesnice patřila k postoloprskému panství pánů z Veitmile, z nichž Šebestián z Veitmile roku 1535 dosáhl propuštění vsi do dědičného vlastnictví.

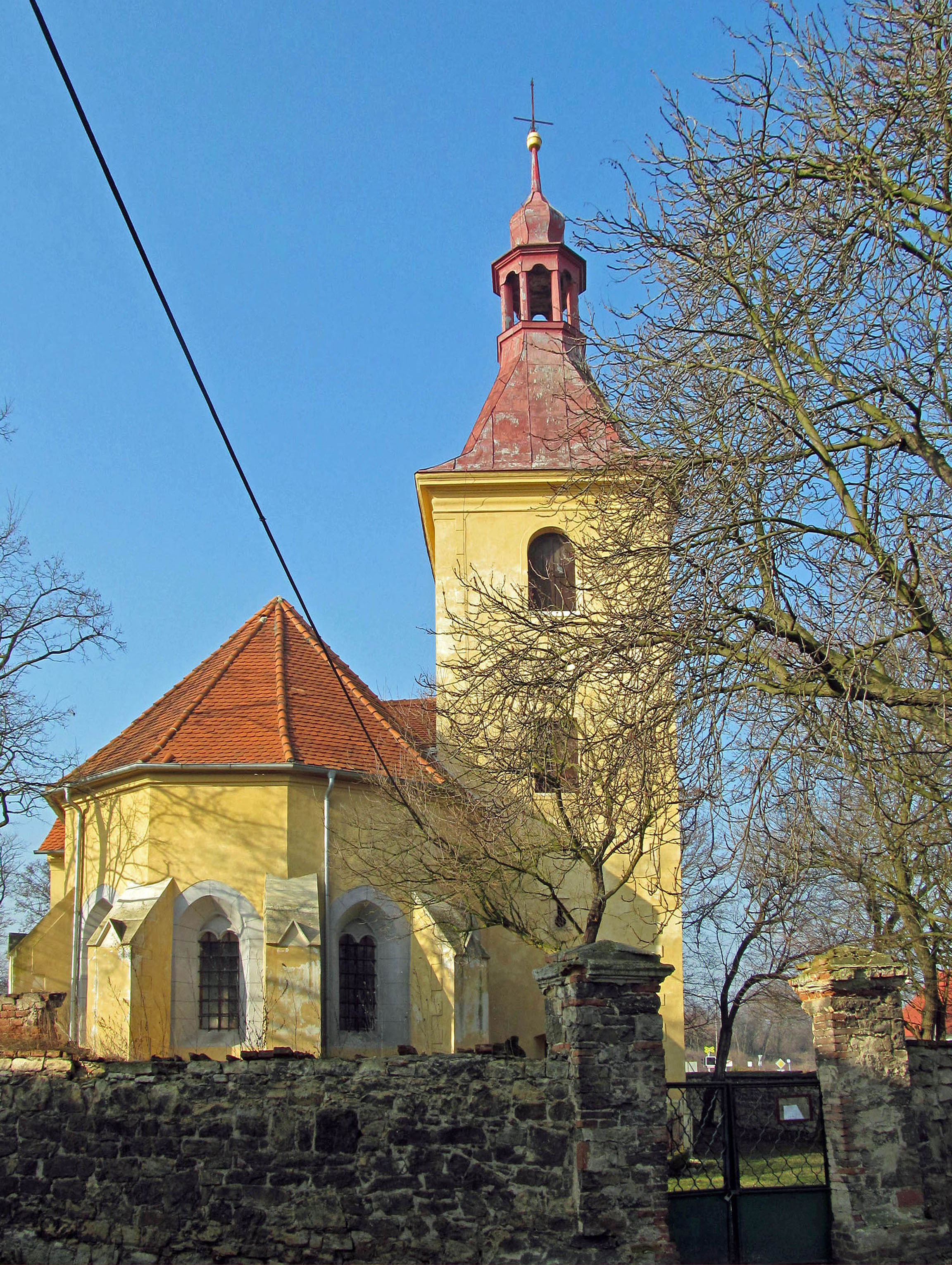
Kostel svatého Martina

Posledním majitelem vsi z rodu Veitmilů byl Jan Lorenc z Veitmile. Po jeho smrti vdova Alžběta ze Žerotína vesnici prodala Janovi nejstaršímu Černínovi z Chudenic († 1594), který nechal obnovit břvanskou tvrz. Z jeho tří synů Břvany při dělení pozůstalosti připadly Davidu Vilémovi Černínovi. David zemřel před rokem 1613, protože tehdy se jeho syn Jan Petr Černín vyrovnal s dědickými nároky své matky Anny z Příchovic. Ta pro něj koupila Nemilkov, ale zadlužila se tím, takže jí Jan Petr postoupil Břvany. Anna je nedokázala udržet, a proto vesnici roku 1614 prodala Štěpánovi Jiřímu ze Šternberka. Břvany od té doby patřily k postoloprtskému panství. Tvrz zanikla během třicetileté války, ale ještě v roce 1670 byly patrné její sklepy a komory. Nejspíše v osmnáctém století byla na jejím místě postavena fara.
Pramení zde uhličitá minerální voda, stáčená pod obchodním názvem Praga. Od roku 2011 je provoz společnosti Praga ukončen.

## Přírodní poměry
Břvany stojí v oblasti hrásťové vyvýšeniny krušnohorského směru, která je na jihu ohraničená ranským a na severu liběchovským zlomem. Na další zlomy je vázán výskyt minerálních vod. Geologické podloží je tvořené permokarbonskými horninami. Nad nimi se v místech výskytu minerální vody nachází cenomanské pískovce, které fungují jako vodní kolektor. V okolí vesnice se lze také setkat s křídovými sedimenty: spodní část představují spodnoturonské jílovce s výskytem sádrovce, nad nimi se nachází písčité spongility a středněturonské pískovce s polohami glaukonitových vápenců. Poslední vrstvou křídových usazenin jsou svrchnoturonské pískovce a slínité jíly. Vše překrývají kvartérní sedimenty, ale třetihorní horniny na některých místech (např. u kostela) vystupují na povrch.
Nad obcí se zdvihá Břvanský vrch (302 m, též Chlum), ze kterého je kruhový výhled.
Nedaleko obce jsou roztroušené čedičové skalky zvané Kamenné stádo.

## Obyvatelstvo
|           | 1869 | 1880 | 1890 | 1900 | 1910 | 1921 | 1930 | 1950 | 1961 | 1970 | 1980 | 1991 | 2001 | 2011 | 2021 |
| --------- | ---- | ---- | ---- | ---- | ---- | ---- | ---- | ---- | ---- | ---- | ---- | ---- | ---- | ---- | ---- |
| Obyvatelé | 377  | 502  | 511  | 579  | 538  | 543  | 695  | 460  | 462  | 411  | 361  | 279  | 311  | 292  | 304  |
| Domy      | 61   | 68   | 68   | 86   | 77   | 81   | 116  | 134  | 113  | 110  | 106  | 111  | 115  | 120  | 126  |

## Obecní správa
Mezi lety 1869–1980 Břvany byly obcí v okrese Žatec (1869–1930) a později v okrese Louny. Od 1. ledna 1981 do 30. června 1990 patřily jako část obce k Lenešicím a od 1. července 1990 jsou opět samostatnou obcí.

### Obecní symboly
Znak a vlajka byly obci uděleny rozhodnutím předsedy Poslanecké sněmovny Parlamentu České republiky dne 16. července 2014.

## Pamětihodnosti

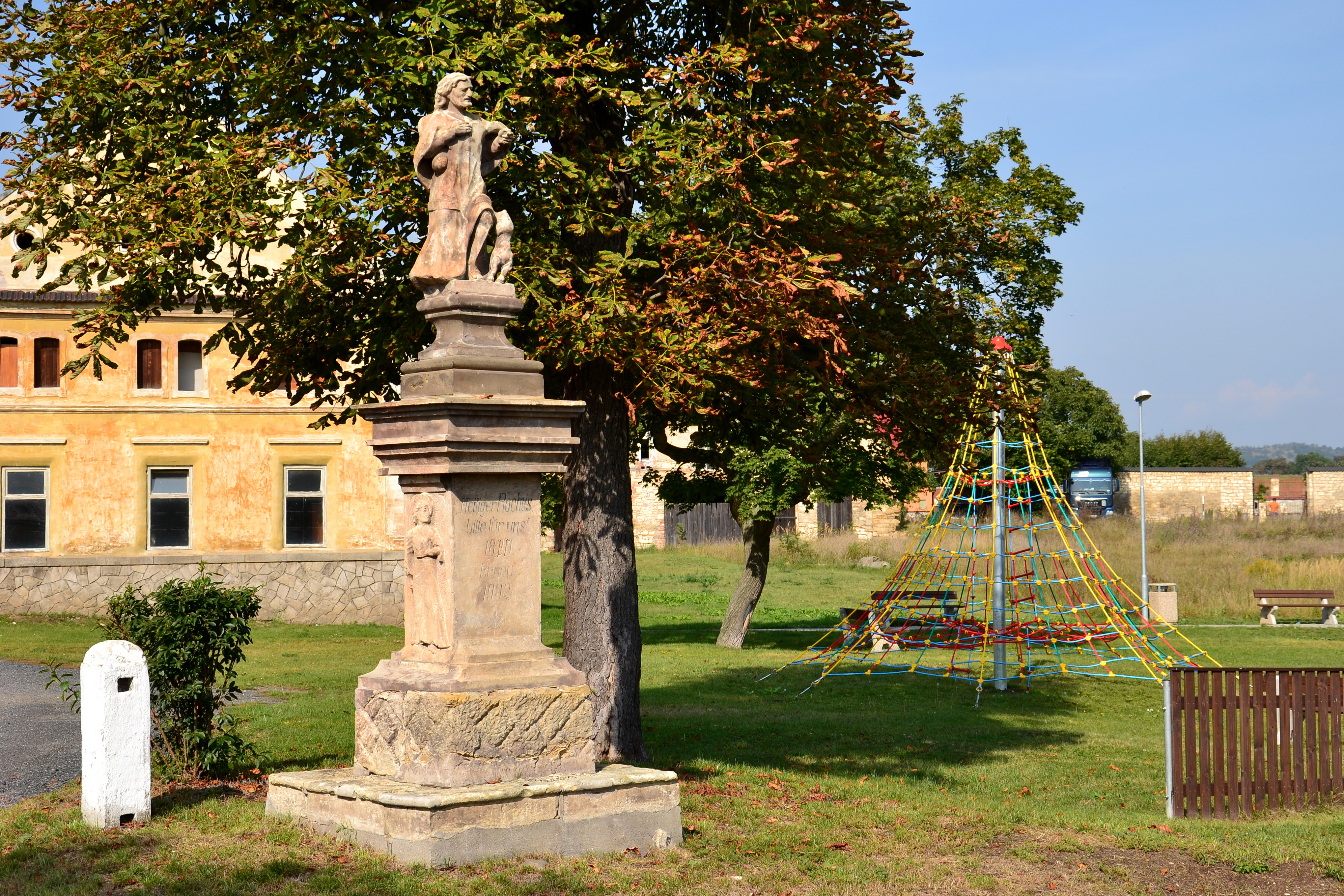
Socha svatého Rocha

- V jižní části vesnice stojí kostel svatého Martina postavený roku 1501, jehož věž byla v roce 1720 barokně přestavěna.[15]
- Socha svatého Jana Nepomuckého z 18. století
- Socha svatého Rocha z roku 1932 od H. Kwapila na soklu datovaném 1811
- Zemědělská usedlost čp. 22
- Zemědělská usedlost čp. 34
- Brána u čp. 4

## Galerie

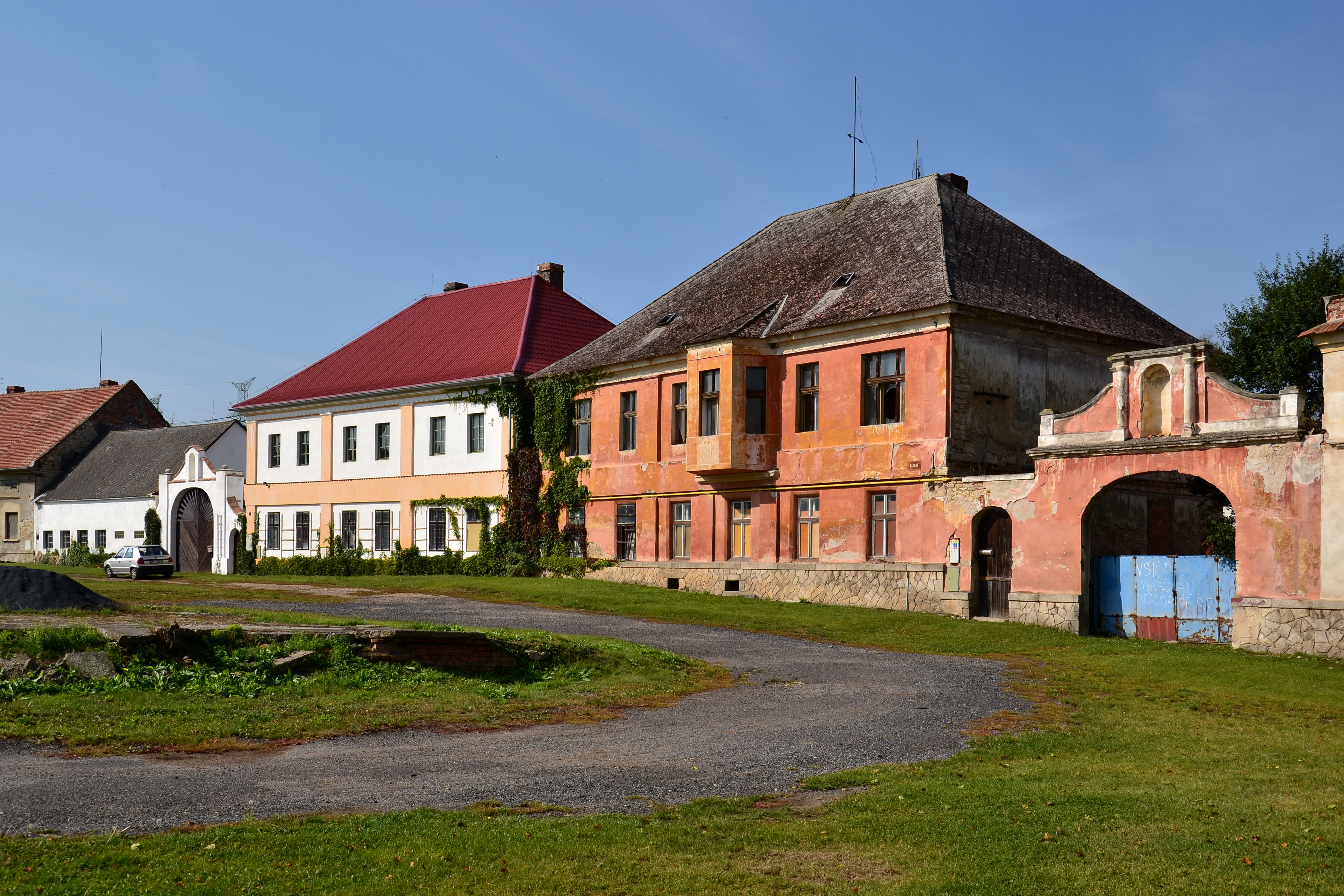
Usedlosti na návsi
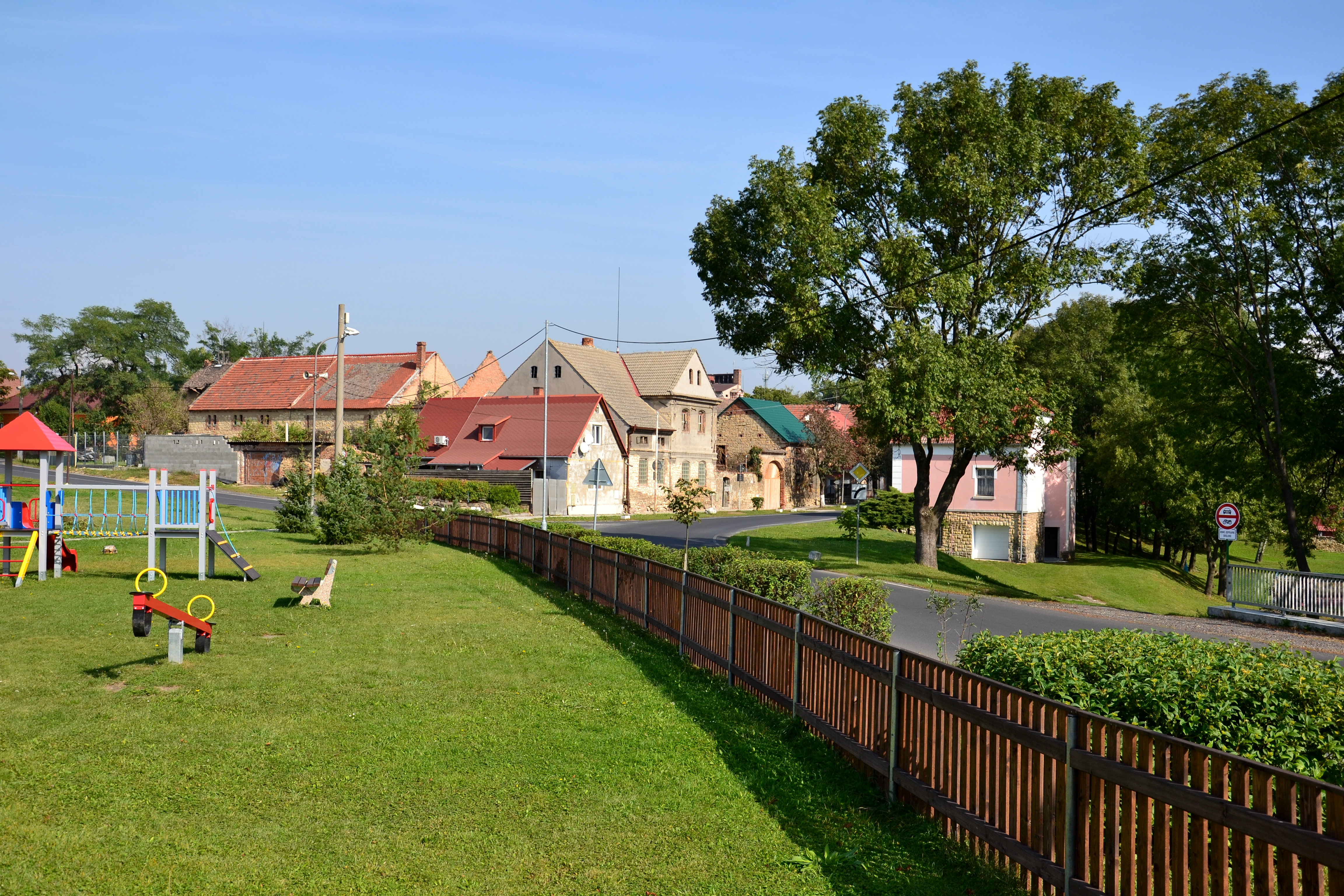
Dětské hřiště
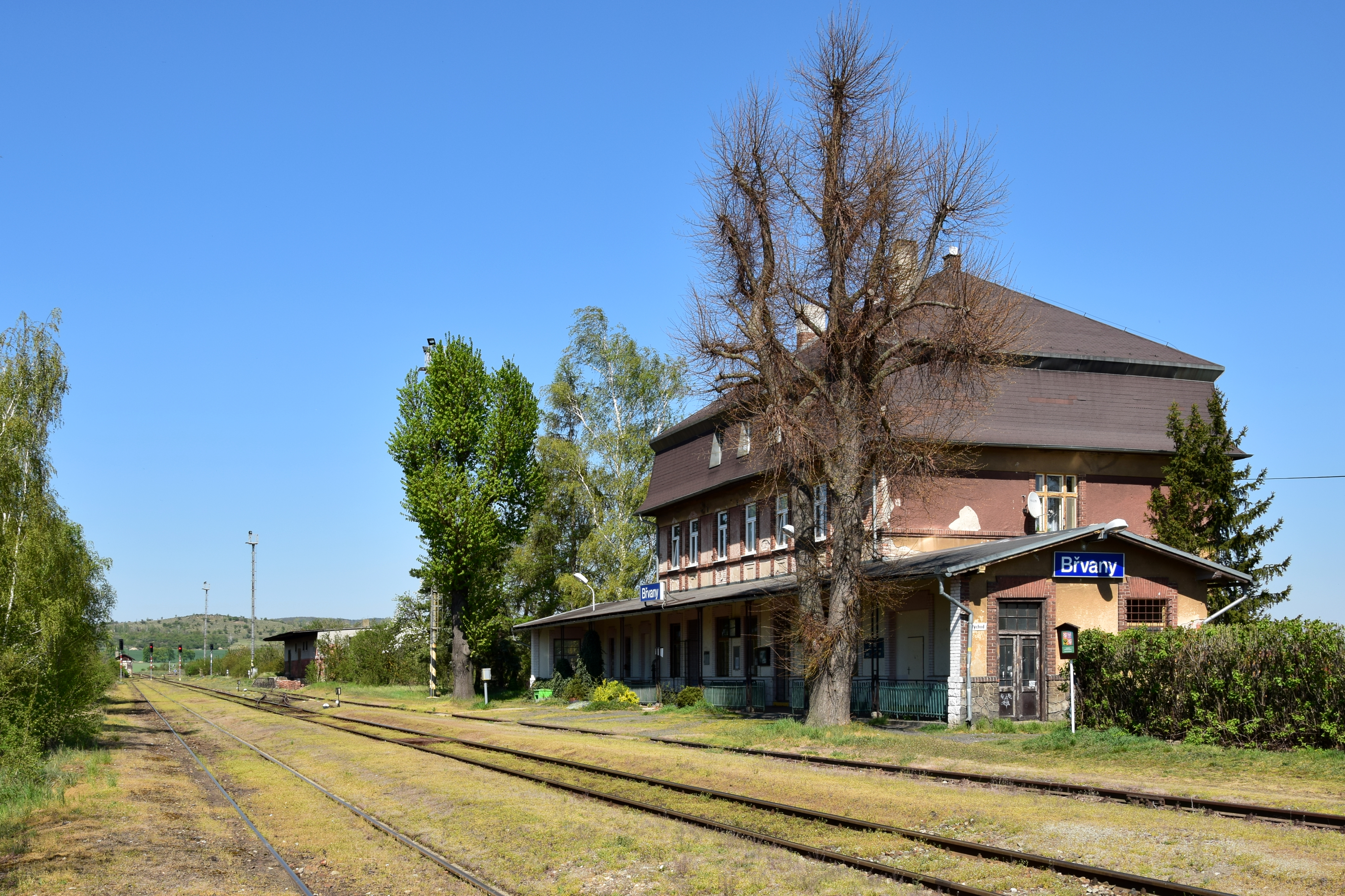
Nádraží
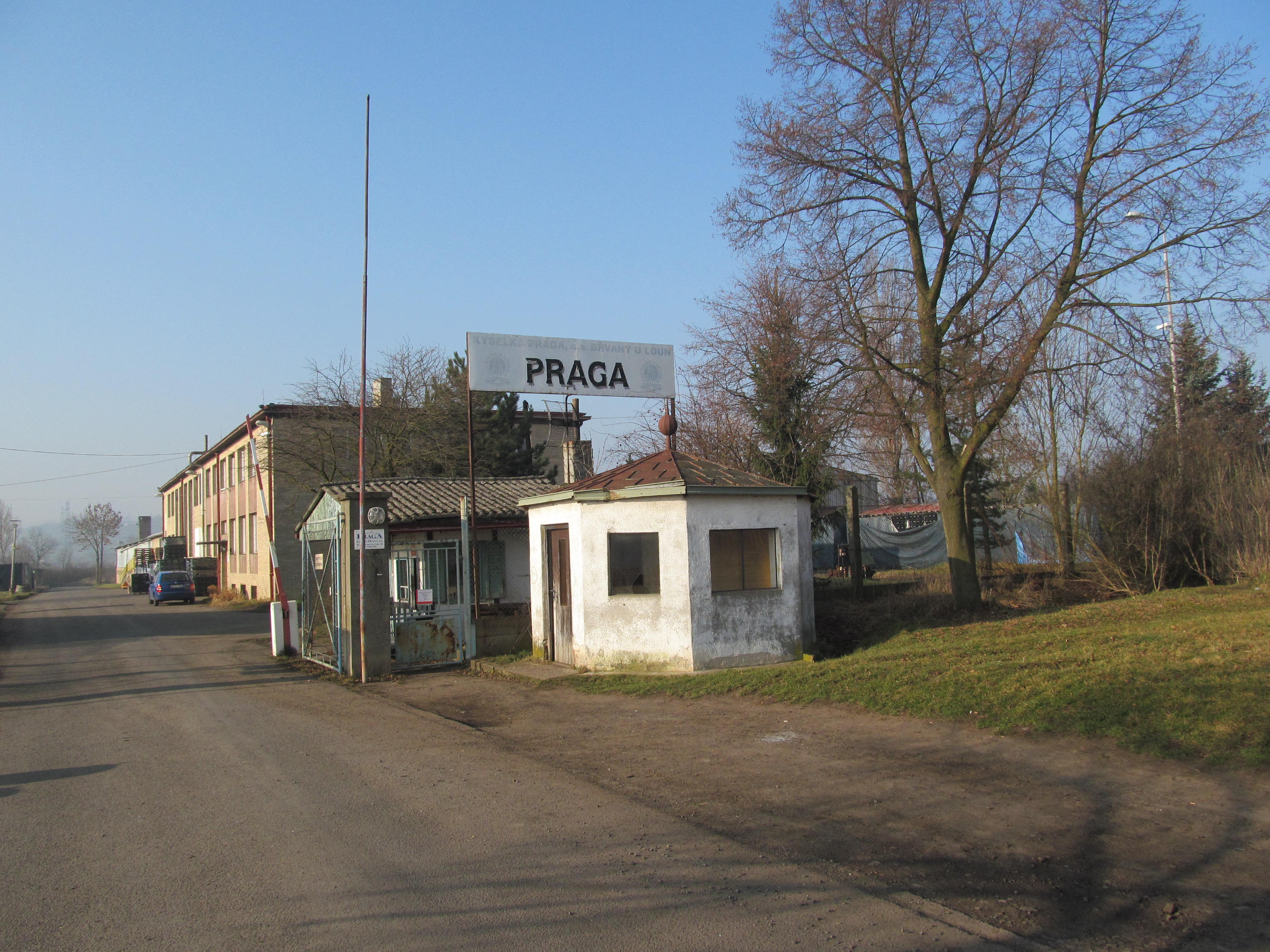
Stáčírna minerálky Praga